# Ardencroft
Ardencroft é uma aldeia localizada no estado americano do Delaware, no condado de New Castle. Com 226 habitantes, de acordo com o censo nacional de 2020, é a 48ª localidade mais populosa e a sexta mais densamente povoada do estado.
Ardencroft foi fundada em 1950 como consequência do crescimento de Arden e Ardentown com um estilo de vida conceitual baseado no movimento imposto único de Henry George e nos princípios Arts and Crafts de William Morris. Ardencroft foi a última de dezessete comunidades fundadas entre 1894 e 1950. A estrutura tributária da Ardencroft é baseada na filosofia econômica do Imposto Único de Henry George. Como resultado, a casa de uma pessoa não é tributada, apenas o terreno onde está instalada, que pertence a um fundo de caridade e é administrado por três diretores. Metade do terreno é bosque e espaço aberto. Trilhas cruzam a aldeia. Na sua fundação em 1950, Ardencroft encorajou formalmente as minorias a se estabelecerem lá, em busca de famílias que queriam viver em um ambiente integrado. A vizinha Escola Arden (agora Buzz Ware Village Center) também permitiu a integração nessa época, antes de muitas das mudanças decretadas pelo Movimento dos Direitos Civis.
Ativista dos direitos civis e sufragista, escritora prolífica, piloto, bibliotecária, conferencista e educadora Pauline A. Young (1900 a 1991) mudou-se para Ardencroft nessa época. A franca Young ficou famosa por ter ingressado na NAACP em 1912 aos 12 anos, dado palestras e feito conferências com W. E. B. Du Bois na década de 1930 e, em 1965, marchado com Martin Luther King Jr. no Alabama.

## Geografia
De acordo com o Departamento do Censo dos Estados Unidos, a aldeia tem uma área de 0,2 km², dos quais todos os 0,2 km² estão cobertos por terra.

### Localidades na vizinhança
O diagrama seguinte representa as localidades num raio de 8 km ao redor de Ardencroft. 

## Demografia
Desde 1970, o crescimento populacional médio, a cada dez anos, reduz em -3,8%.

### Censo 2020
Segundo o censo nacional de 2020, a sua população é de 226 habitantes e sua densidade populacional de 982,4 hab/km². Houve um decréscimo populacional na última década de -2.2%. É a 48ª localidade mais populosa e a sexta mais densamente povoada do Delaware.
Possui 103 residências que resulta em uma densidade de 447,7 residências/km² e um aumento de 1,0% em relação ao censo anterior. Deste total, 10,7% das unidades habitacionais estão desocupadas. A média de ocupação é de 2,5 pessoas por residência.
A renda familiar média é de 97 500 dólares e a taxa de emprego é de 65,1%.